# Йоганнес Ґесснер

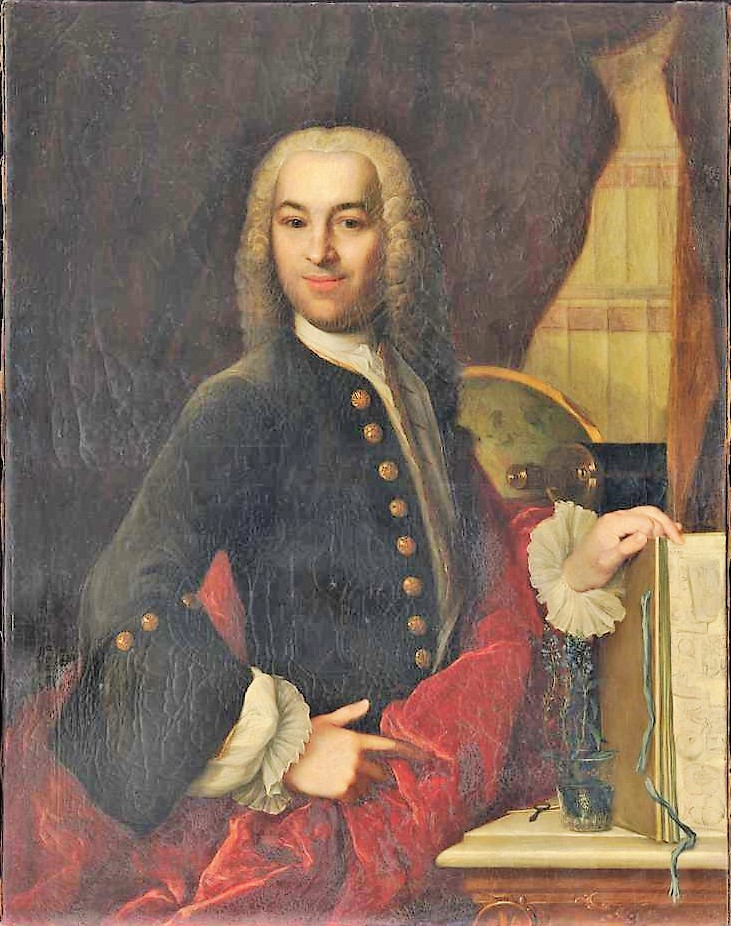
Йоганнес Ґесснер

Йоганнес Ґесснер (нім. Johannes Geßner; 18 березня 1709 – 6 травня 1790) — швейцарський математик, фізик, ботанік, мінералог і лікар. Його вважають засновником Цюріхського природничого товариства нім. Naturforschende Gesellschaft in Zürich.
Ґесснер народився і помер у Цюріху, де навчався у лікаря Йоганнеса фон Муральта. Він переїхав до Базеля, щоб вивчати медицину, продовживши навчання в Ляйденському університеті в 1726 і 1727 роках. Там він подружився з Альбрехтом фон Галлером, з яким він здійснив велике турне до Парижа, щоб завершити навчання медицині. Там він написав свій щоденник, пізніше опублікований як Pariser Tagebuch. Двоє друзів у 1728 році вивчали математику під керівництвом Йоганна Бернуллі та подорожували Швейцарією.
Ґесснер став лікарем у Базелі в 1730 році, але незабаром змінив наукову кар'єру. У 1733 році він став професором математики, а в 1738 році почав викладати фізику в Цюріху. Ґесснер вплинув на багатьох швейцарських студентів, таких як Йоганн Генріх Ран і Йоганн Ґеорґ Зульцер.
Ґесснер опублікував праці про швейцарську флору і, як послідовник Карла Ліннея, задумав створити ілюстрації, які зображують родини рослин Ліннея. За допомогою художника та гравера Крістіана Ґотліба Ґайслера він створив 24-частинні Tabulae Phytographicae, які вперше з'явилися в 1795 році.

## Праці
Наукові:
- Phytographia sacra, 1759–69
- Tabulae phytographicae, 1795–1804

Літературні:
- Pariser Tagebuch, 1727.